# Бажовская (станция метро)
«Бажо́вская» — недостроенная станция Екатеринбургского метрополитена. Расположена между станциями «Геологическая» и «Чкаловская». Названа в честь писателя Павла Бажова, дом-музей которого расположен поблизости.

## История
Строительство станции началось в ноябре 1992 года. Планировалось, что она начнёт свою работу после 1997 года, после ввода в эксплуатацию станции «Геологическая». Однако из-за проблем с выплатами зарплат рабочим сроки открытия станции переносились.
10 января 2003 года было принято решение приостановить строительство «Бажовской» для того, чтобы ускорить ввод в строй последующих станций: «Чкаловской» и «Ботанической».
Имеются сведения о планах оснащения станции платформенными раздвижными дверьми.

## Ход строительства
- Ноябрь 1992 года — начало строительства станции.
- Январь 1997 года — завершён перенос трамвайных путей и реконструкция перекрёстка улиц 8 Марта и Большакова.
- 10 января 2003 года — главой Екатеринбурга принято решение заморозить строительство станции «Бажовская», сосредоточив все силы на строительстве «Чкаловской» и «Ботанической», к лету 2003 года произведён обратный перенос трамвайных путей и реконструкция перекрёстка улиц 8 Марта и Большакова[2].
- 6 августа 2007 года — внедрён новый комплекс КМ-15, уже в мае установлено 15 колец обделки правого станционного туннеля диаметром 8,5 метров с фасонными тюбингами[3].
- 13 января 2008 года — закончена проходка правого станционного тоннеля длиной 112 метров и диаметром 8,5 метров. Проходка велась с помощью механизированного проходческого комплекса КМ-15[4].
- 16 марта 2011 года — глава администрации Екатеринбурга Александр Якоб заявил о возможности открытия «Бажовской» после открытия станций «Ботаническая» и «Чкаловская».
- 29 февраля 2012 года — станция будет открыта только после того, когда будет готова третья очередь метро.
- 28 июля 2012 года — на открытии станции «Чкаловской» стало известно, что «Бажовскую» откроют уже после строительства второй очереди.

Станция «Бажовская» Екатеринбургского метрополитена по большей части готова, однако выходы на поверхность из подземки власти намерены построить, только когда будет готова вторая очередь метро. Об этом заявил глава Екатеринбурга — председатель Екатеринбургской гордумы Евгений Порунов в эфире программы «Открытая студия».
Отвечая на вопрос жителя Екатеринбурга, почему на перекрёстке 8 Марта и Большакова не будет выхода из метро, Порунов отметил, что поезда проходят эту станцию транзитом, но она не может быть использована как пересадочный узел 1-й и 3-й линии метрополитена (3-я линия метрополитена проектируется от района Академический до района Калиновский)[прояснить].
Также в октябре 2021 года должен был произойти снос офисного здания над «Бажовской», но этого не произошло. Также городское правительство высказывало предположения о возможном окончании строительства станции в будущем.